# Campachipteria snowdonensis
Campachipteria snowdonensis är en kvalsterart som först beskrevs av Matthew J. Colloff och Seyd 1987.  Campachipteria snowdonensis ingår i släktet Campachipteria och familjen Achipteriidae. Inga underarter finns listade.